# Lantana (película)
Lantana es una película australiana de 2001. Es el segundo largometraje dirigido por Ray Lawrence. Basado en la obra teatral Speaking In Tongues de Andrew Bowell. Ganó diversos premios de la academia australiana de cine (AFI): Mejor Película, Mejor Director, Mejor Actor (LaPaglia), Mejor Actriz (Amstrong) y Mejor Guion Adaptado.

## Argumento
La acción de Lantana se sitúa en los suburbios de Sídney y se centra en las relaciones personales entre los distintos personajes. El elemento desencadenante de la acción es la desaparición y muerte de una mujer cuyo cuerpo se muestra al inicio de la película, pero cuya identidad no es revelada hasta más adelante.
El título proviene de la planta Lantana, un tipo de vegetación imperante en el área suburbana de Sídney. Se trata de una metáfora de las relaciones enredadas y entrelazadas que se presentan en el film.
La película abre con León (Anthony LaPaglia) y Jane (Rachael Blake) haciendo el amor en una habitación de motel. Jane, recientemente separada de su marido, es una conocida de la mujer de León, Sonja (Kerry Armstrong). Sonja es una ama de casa y madre de dos hijos, apasionada por la música latina y conocedora de la difícil situación de su matrimonio con León. Su psicoterapeuta, Valerie (Barbara Hershey), a su vez, está en el trance de superar el asesinato de su hija de tan solo 11 años, Eleanor. Valerie está casada con John (Geoffrey Rush) quien se siente preocupado y cansado del estado de su mujer tras el asesinato de su hija. Además, John está molesto porque Valerie escribió en libro sobre el asesinato de Eleanor.
Más adelante, León, que es policía, conoce casualmente a Peter, el exmarido de Jane, cuando visita su casa al dar información sobre la desaparición de Valerie. Por lo visto, el vecino de Peter, Nik (Vince Colosimo), podría tener algo que ver con la desaparición. Nik está casado con Paula (Daniella Farinacci), una enfermera. Paula, amiga de Jane, sospecha sin embargo que Jane podría tener algo que ver con el asunto.

## Premios
Australian Film Institute:
- Mejor Película
- Mejor Director
- Mejor Actor (LaPaglia)
- Mejor Actriz (Amstrong)
- Mejor Guion Adaptado